# East Peckham
East Peckham es una parroquia civil situada en el municipio de Tonbridge and Malling, en Kent (Inglaterra). Según el censo de 2021, tiene una población de 2145 habitantes.
Su superficie total es de 12.89 km².

## Hermanamientos
- Chéreng (Francia)